# Trigonophorus ligularis
Trigonophorus ligularis är en skalbaggsart som beskrevs av Ma 1995. Trigonophorus ligularis ingår i släktet Trigonophorus och familjen Cetoniidae. Inga underarter finns listade i Catalogue of Life.